# Didier Castex
Ne doit pas être confondu avec Alphonse Castex, son frère ayant également une carrière de joueur de rugby à XV au poste d'arrière.

a Compétitions nationales et continentales officielles uniquement.

Didier Castex, né le 29 juillet 1907 à Dax et mort le 30 avril 2004 dans la même ville, est un joueur français de rugby à XV et de rugby à XIII, évoluant au poste d'arrière autant à XV qu'à XIII.

## Biographie
Né le 29 juillet 1907 à Dax, Didier est issu d'une famille comprenant cinq frères ; notamment, son frère Alphonse dit « Fonette » pratique comme lui le rugby à XV.,.
Il évolue en tant qu'arrière au sein de l'équipe de rugby à XV de l'US Dax.
À l'issue d'une rencontre rugueuse de la saison 1932-1933 disputée à Hendaye entre l'US Dax et l'Aviron bayonnais, l'ensemble des avants dacquois ainsi que le capitaine Castex sont suspendus à vie par la Fédération. Cette décision fédérale est assimilée comme une sanction sévère de la part des instances en réponse à la dissidence de 1930 du club landais vers l'Union française de rugby amateur,.
En 1934, plusieurs joueurs sont requalifiés par la commission de discipline de la Fédération, dont Castex ; néanmoins, ce dernier s'est depuis reconverti vers la pratique du rugby à XIII. Plus tard en 1935, Castex ainsi que les joueurs dacquois bannis deux ans plus tôt, qui ont entre-temps continué la pratique du rugby par des moyens détournés, se réunissent à nouveau dans leur ville d'origine pour créer un club de rugby à XIII, le Dax XIII,,. Évoluant toujours au poste d'arrière, Castex y occupe également le rôle d'entraîneur.
Alors que le club treiziste est dissous à la fin du mois de novembre 1938, Castex retourne plus tard vers les quinzistes de l'US Dax.
Après sa carrière de joueur, il intègre l'équipe dirigeante dans les années 1940 et 1950 aux côtés d'Émile Gensous et d'André Lalanne. Alors à la tête de la commission du rugby, il décide d'appliquer des méthodes modernes dans la gestion du club. Sa première décision est ainsi de faire venir François Récaborde en tant qu'entraîneur. Castex voit ainsi l'équipe disputer sa première finale de championnat en 1956 avant de remporter le challenge Yves du Manoir un an plus tard. À l'issue de la saison 1957-1958, il quitte la présidence du club, dont il propose la succession à René Dassé.
Didier Castex meurt dans sa ville natale le 30 avril 2004, à l'âge de 96 ans.

## Famille
Didier est issu d'une famille comprenant cinq frères : lui-même, Gabriel, Octave, Maurice, et Alphonse,. Octave est connu pour sa carrière en cyclisme et en athlétisme, tandis qu'Alphonse dit « Fonette » pratique comme Didier le rugby à XV.
|                                                                                      |
| Alphonse Castex, dans une photographie de groupe de l'US Dax datée de décembre 1927. |

|                                                                                    |
| Didier Castex, dans une photographie de groupe de l'US Dax datée de décembre 1928. |